# Биг Джек Джонсон
Биг Джек «Нефтяник» Джонсон (англ. Big Jack «Oil Man» Johnson), настоящее имя Джек Эн Джонсон (англ. Jack N. Johnson); 30 июля 1940, Ламберт, Миссисипи, США — 14 марта 2011, Мемфис, Теннесси, США) — американский блюзовый гитарист, певец, автор песен. Лауреат Blues Music Awards в номинации «Альбом акустического блюза» (2003), номинант Blues Music Awards в номинациях «Альбом года» (2001, 2003), «Песня года» (1997, 2001), «Блюзовый гитарист» (1998, 2000), «Исполнитель современного блюза» (1997), «Исполнитель традиционного блюза» (1999, 2001, 2003), «Альбом традиционного блюза» (2001), с группой The Jelly Roll Kings в номинации «Альбом традиционного блюза» (1980) . Дядя блюзового музыканта Джеймса «Супер Чикана» Джонсона.

## Биография
Родился в 1940 году (фактически в 1939 году, во время апрельской переписи 1940 года он был восьми месяцев от роду) в Ламберте, Миссисипи одним из 18 детей в семье издольщиков. Его отец, кроме того, зарабатывал на жизнь со своей локальной группой, играл на скрипке и мандолине. Джек Джонсон с детства начал учиться играть на инструментах, подражая отцу и начал свою карьеру в группе отца. В подростковом возрасте с 13 лет начал играть на электрогитаре, привлечённый городским звуком Би Би Кинга
Жил в Кларксдейле, работал водителем бензовоза в компаниях Rutledge Oil Co и Shell, из-за чего и получил прозвище «Oil Man». Играл в местных клубах с Эрнестом Роем-старшим, CV Veal & the Shufflers и Johnny Dugan & the Esquires. В Кларксдейл в 1962 году приехали Сэм Карр и Фрэнк Фрост, и вместе с Джонсоном сформировали группу The Nighthawks, в которой Джонсон играл на гитаре и бас-гитаре, а с 1978 года и выполняя вокальные партии. 
Группа просуществовала вплоть до смерти Фрэнка Фроста в 1997 году. Однако она не была постоянной: записывалась с перерывами; гастролировала также время от времени. Участники группы записывалась и выступали по отдельности, а Джонсон продолжал работать водителем бензовоза. Свой первый сольный альбом The Oil Man  он записал в 1987 году, но настоящий расцвет пришёл в 1990-е и 2000-е годы, когда Джонсон собрал ряд номинаций Blues Music Awards, а в 2003 году его альбом The Memphis Barbecue Sessions, записанный с участием Кима Уилсона и Пайнтопа Перкинса был признан лучшим альбомом акустического блюза. Джонсон со своей группой Cornlickers много гастролировал по США, а также выступал в Европе, Канаде, Австралии и Японии .        
Песню в исполнении Биг Джека Джонсона можно услышать в саунтреке фильма Стон чёрной змеи (2006). В 1996 году он был назван «Лучшим живым исполнителем» в опросе критиков журнала Living Blues Magazine, а его песня «We gotta Stop This Killin» признана песней года . 
Владел ночными клубами Untouchables, Black Fox и Possum Trot. К концу жизни испытывал большие проблемы со здоровьем, умер в марте 2011 года от неизвестной болезни, оставив после себя жену 12 детей . Похоронен на кладбище McLaurin Memorial Garden на Highway 61. 
«Биг Джек Джонсон…вывел дельта-блюз на новую дорогу своим электрическими, новаторским инструментальным подходом и актуальными песнями о СПИДе, войне, домашнем насилии, абортах, урагане Катрина и ледяном шторме 1994 года, парализовавшем Кларксдейл» .
«Изобретательная, энергичная, укоренившаяся в Дельте гитара Биг Джека, его богатый уверенный вокал, простое написание песен и более чем живое сценическое присутствие сделали его одним из самых знаменитых блюзменов Миссисипи» .

## Избранная дискография
- The Oil Man (1987)
- Rooster Blues (1987)
- Daddy, When Is Mama Comin Home? (1991)
- We Got to Stop This Killin' (1996)
- Live in Chicago (1997)
- All the Way Back* (1998)
- Live in Chicago* (1998)
- Roots Stew* (2000)
- The Memphis Barbecue Sessions (2002)
- Black Snake Moan (2007)
- Juke Joint Saturday Night Live (2008)
- Katrina (2009)
- Big Jack's Way  (2010)[6]
- Stripped Down in Memphis with Kim Wilson and Wild Child Butler (2022)